# Grunwaldbrücke
Die Grunwaldbrücke (polnisch most Grunwaldzki, bis 1945 Kaiserbrücke oder Freiheitsbrücke) ist eine Hängebrücke über die Oder in Breslau.

## Geschichte
Ende der 1880er Jahre entstand die Idee einer 35 m breiten Diagonalstraße zwischen der Ohlauer Vorstadt und dem Scheitniger Park, die die nordöstlichen Stadtteile von Breslau besser an die Altstadt anbinden würde. Der Ankauf der entsprechenden Grundstücke zog sich über mehrere Jahre, so dass erst Anfang des 20. Jahrhunderts der erste Abschnitt der neuen, Kaiserstraße genannten Straßenverbindung zwischen der Stadtoder und der Tiergartenstraße eröffnet werden konnte. Der erste, im Jahr 1902 entstandene Vorentwurf für eine neue Oderbrücke, welche die Straße Am Ohlau Ufer mit der neuen Kaiserstraße verbinden sollte, stammt vom damaligen Stadtbaurat für Hochbau Richard Plüddemann. Er sah eine Hängebrücke mit zwei Strompfeilern und den darauf aufgestellten steinernen Pylonen vor. Im Dezember 1904 wurde ein Architektenwettbewerb ausgelobt. Das Preisgericht bestand aus Plüddemann, Oberbürgermeister Georg Bender, Stadtbaurat für Tiefbau Alfred von Scholtz, Oberstrombaudirektor Friedrich Hamel, den Stadtverordneten Leizus und Simon (alle aus Breslau) sowie dem renommierten Architekten Karl Hofmann (Darmstadt). Am 5. April 1905 fiel die Wahl auf den Beitrag mit dem Kennwort „Gespannt“ der beiden Architekten Martin Mayer und Robert Weyrauch (Hamburg / Berlin), die den mit 2.000 Mark (entspricht etwa 15.500 €) dotierten Preis erhielten. Die grundlegende Idee Plüddemanns wurde zu einer großzügigeren Lösung ohne Zwischenpfeiler, mit Uferpylonen und einer deutlich größeren Spannweite erweitert.
Die weitere Planung wurde von den beiden Baudezernenten Plüddemann und von Scholtz übernommen, denen die Mitarbeiter Karl Klimm, Brugsch und Günthel zur Seite standen. 1908 begannen die Arbeiten an der Brücke nach deren Entwurf. Der Hauptauftragnehmer für die Stahlkonstruktion war das Stahlbau-Unternehmen Beuchelt & Co. im niederschlesischen Grünberg. Die Projektoberleitung oblag von Scholtz und die Bauleitung dem Stadtbaumeister Günther Trauer. Im September 1910 fanden die Belastungsproben der fertiggestellten Brücke statt, wobei als Belastung 24 Straßenbahnwagen mit je 12 t Gewicht benutzt wurden. Die Baukosten inklusive Baunebenkosten betrugen 2.810.000 Mark (entspricht etwa 19.870.000 €). Am 10. Oktober 1910 konnte die Brücke in Anwesenheit von Kaiser Wilhelm II. eröffnet werden. Zur damaligen Zeit wurde die Brücke als zweitlängste Hängebrücke Deutschlands gepriesen, da man das Blaue Wunder (die 147 m lange Elbbrücke bei Dresden-Blasewitz) noch als Hängebrücke klassifizierte. Nach heutigen Kriterien würde man die Kaiserbrücke als längste damalige Hängebrücke (im weiteren Sinne) Deutschlands ansehen. Ein Modell der Brücke war 1913 als Beispiel besonderer Leistung des Brückenbaus mit Stahl im Monument des Eisens in Leipzig ausgestellt. 
Bis 1924 trug die Brücke den Namen Kaiserbrücke. Zwischen 1924 und 1933 wurde sie Freiheitsbrücke genannt. 1933 erhielt sie den alten Namen Kaiserbrücke zurück.
In den letzten Wochen des Zweiten Weltkriegs wurde Breslau zur Reichsfestung erklärt und die breite und gerade Kaiserstraße von den deutschen Verteidigern zu einer Behelfslandebahn umfunktioniert. Daher wurden alle nichtkonstruktiven, über die Lager der Zugbänder aufgehenden Teile des Brückenpylons am rechten Oderufer abgetragen, um die Höhe der Hürde für die Flugzeuge zu reduzieren. Zusätzlich wurde die Brücke durch die Luftangriffe stark beschädigt, so dass sie auf vier auf Grund gesetzten Leichtern und Holzgerüsten provisorisch unterstützt werden musste und vorübergehend nur für Fußgänger und Militärtransporte freigegeben wurde. Im Herbst 1945 erhielt die Brücke zur Erinnerung an den Sieg der polnisch-litauisch-ruthenischen Truppen bei Grünfelde den bis heute geltenden Namen most Grunwaldzki. Im Frühling 1946 wurde die provisorische Unterstützung derart beschädigt, dass die Brücke für jeglichen Verkehr gesperrt werden musste. Ab Herbst 1946 wurde sie unter der Leitung von R. Siwiński wiederaufgebaut. Dabei wurden am linken Pylon die Turmhelme sowie die Reliefs von kaiserlichen Kronen entfernt und der rechte Pylon analog wiederhergestellt. Für die Belastungsprobe wurden wieder 24 Straßenbahnwagen mit je 12 t Gewicht sowie eine 15 t schwere Straßenwalze verwandt. Am 5. September 1947 konnte die Brücke wiedereröffnet werden.
In den Jahren 1956, 1982, 1990 und 2005 wurden an der Brücke umfangreiche Instandsetzungsarbeiten durchgeführt. Seit 1976 ist sie als Einzelbaudenkmal eingetragen. Sie ist bis heute die längste Hängebrücke in Polen und die einzige, die regelmäßig von Fahrzeugen befahren werden kann.
Der hundertste Geburtstag der Brücke wurde mit einem großen Feuerwerk gefeiert. Um die mögliche Wiederanbringung des Schriftzuges Kaiserbrücke bei geplanten Renovierungsarbeiten entspann sich Mitte 2025 eine Kontroverse.

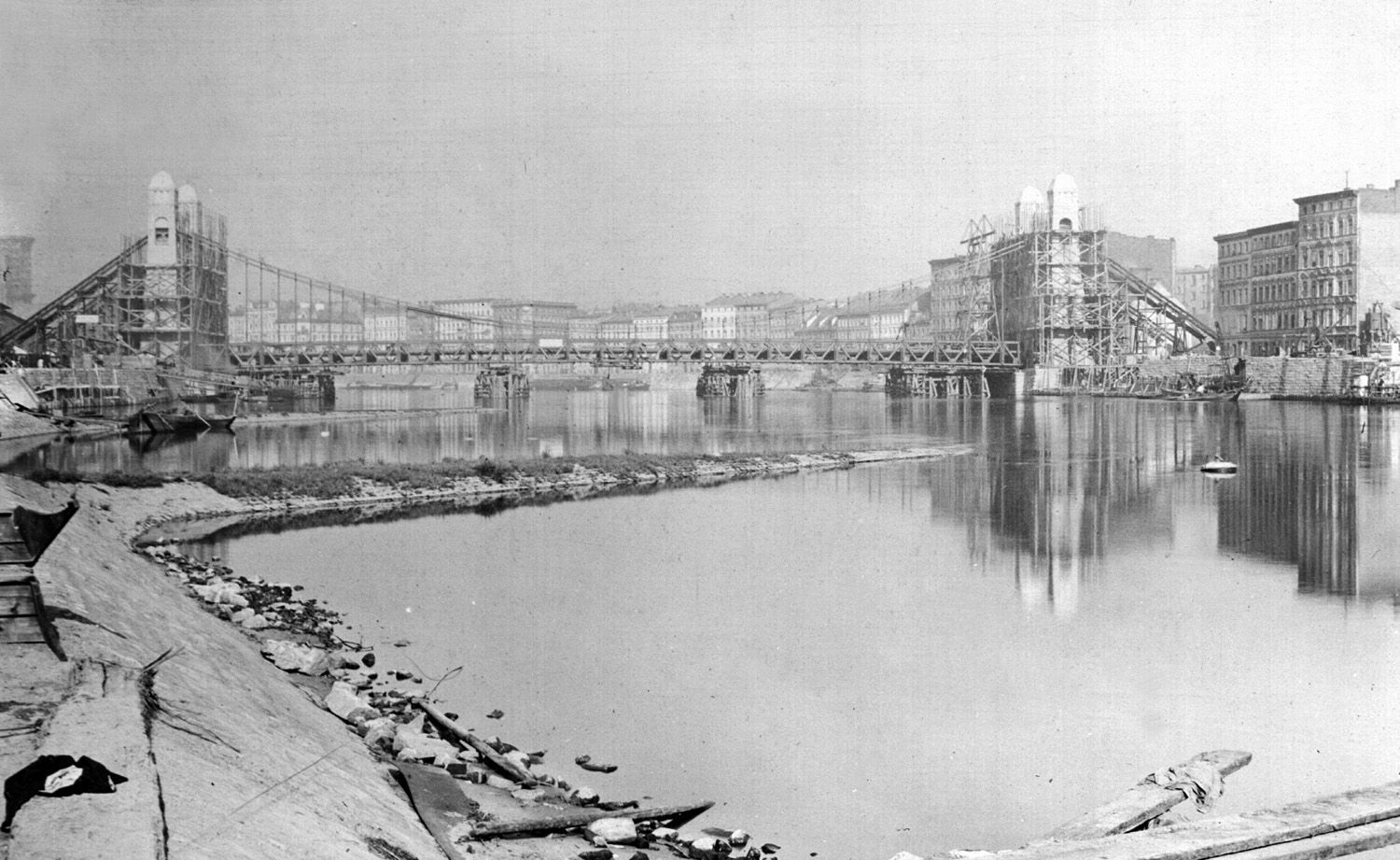
Brücke im Bau (1909)
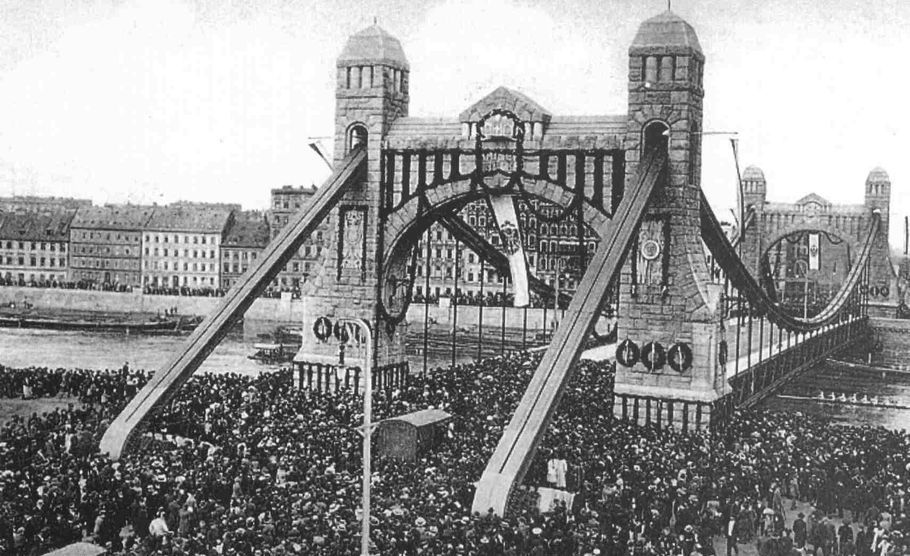
Eröffnung der Brücke (10. Oktober 1910)
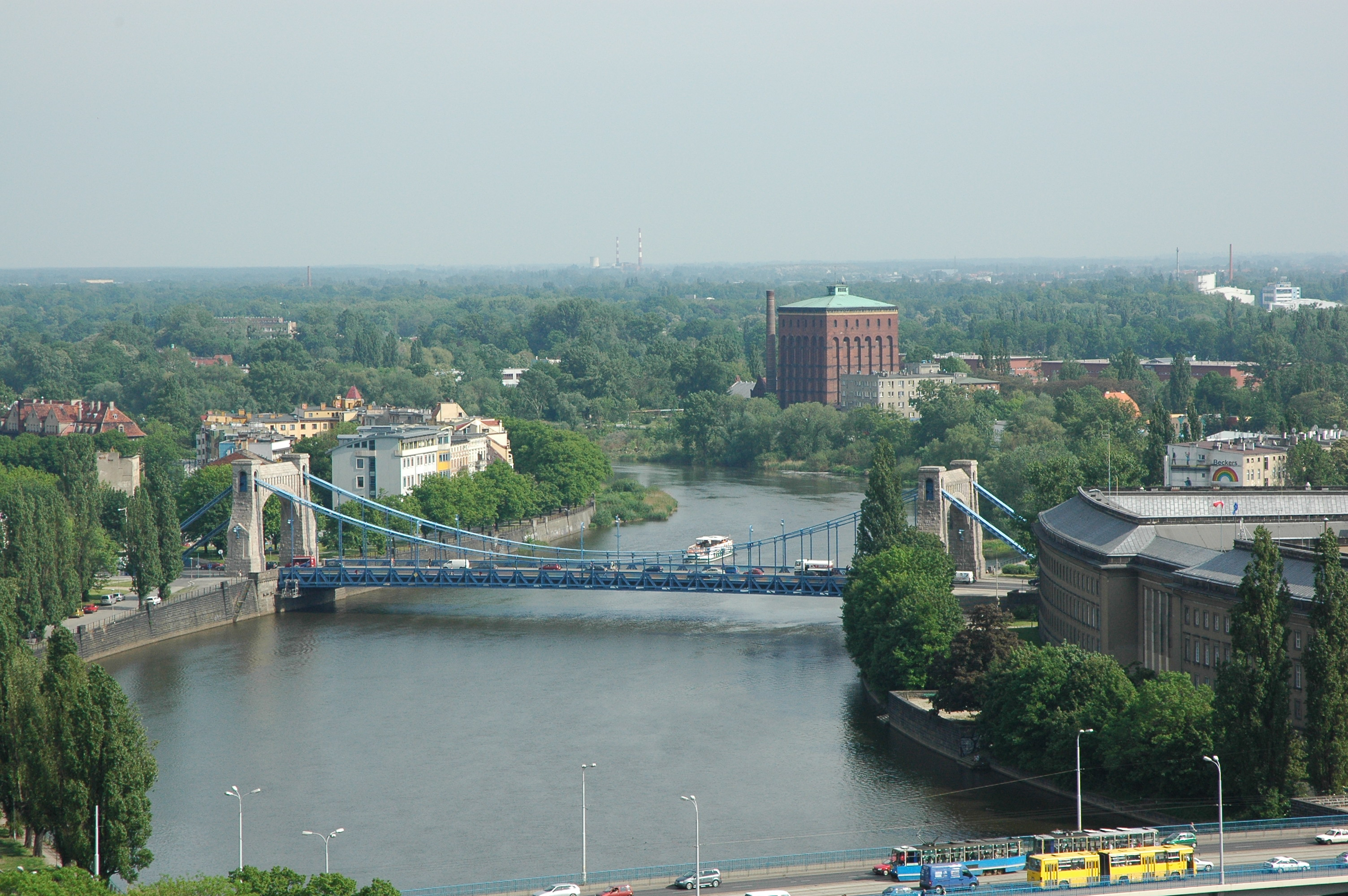
Schrägluftbild der Brücke
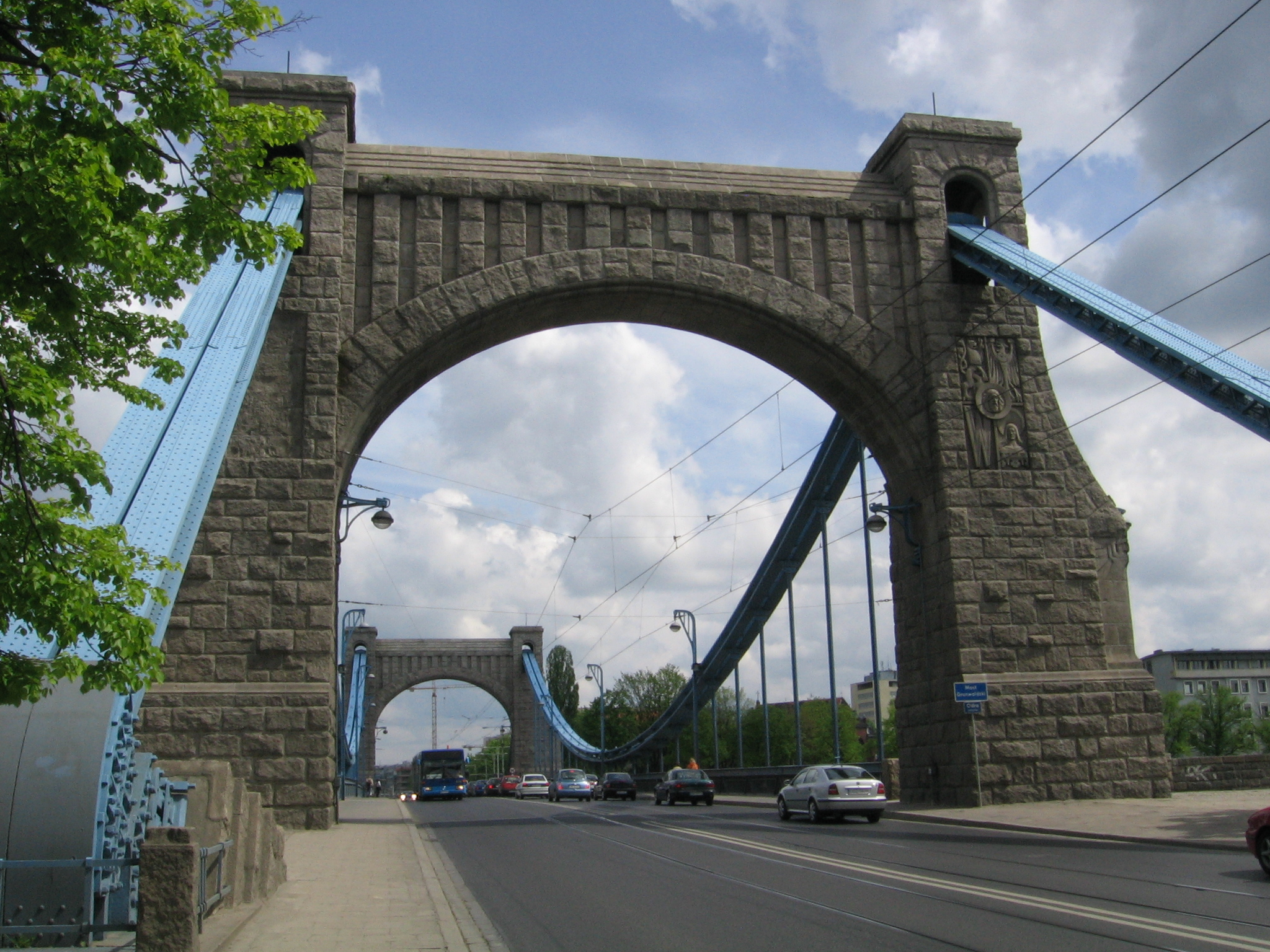
Einer der Pylone
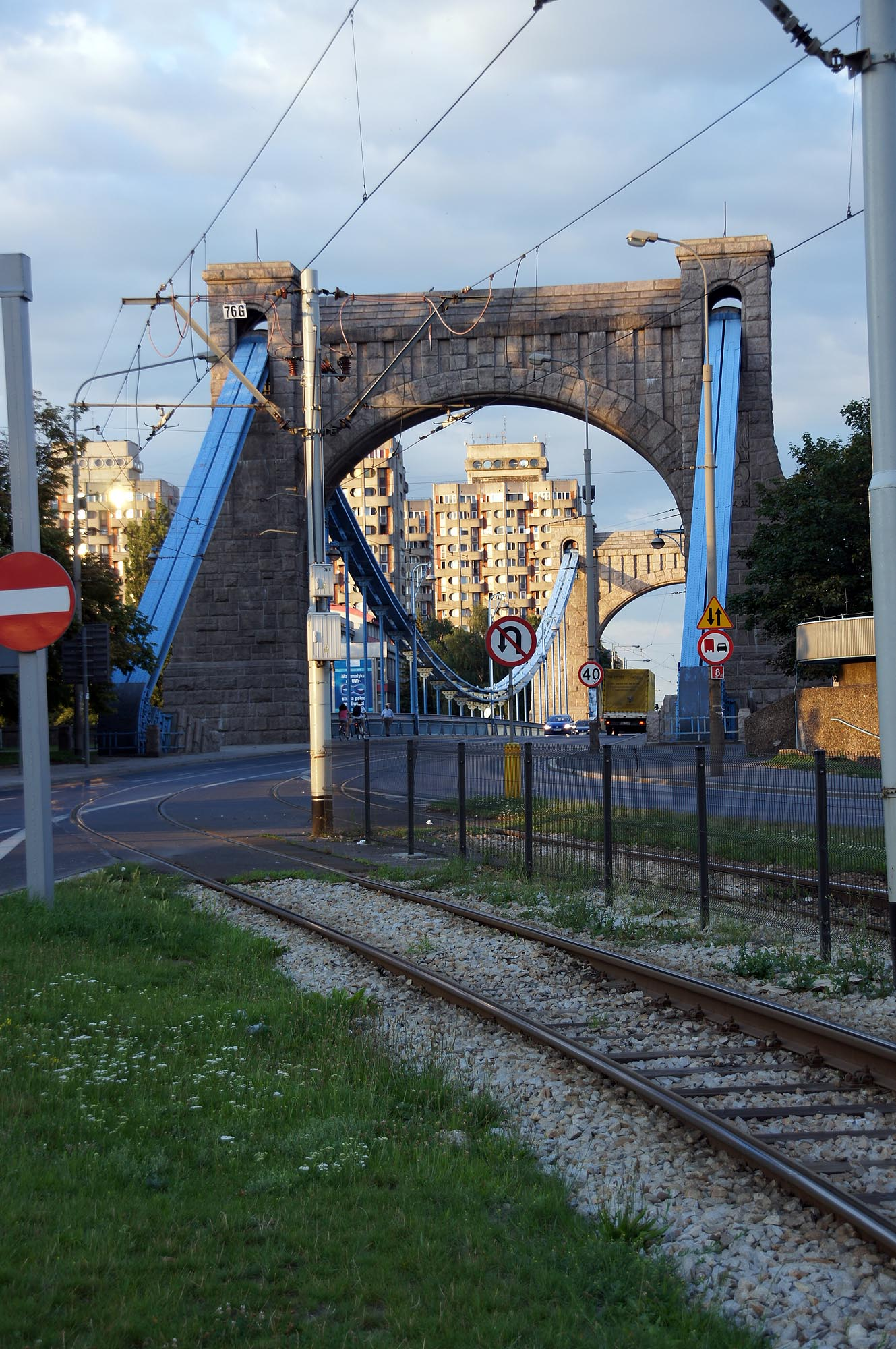
Straßenbahnen auf der Brücke

## Beschreibung
Die Grunwaldbrücke ist eine vierspurige Straßenbrücke mit zwei fahrbahnbündig eingebauten Straßenbahngleisen und beidseitigen Bürgersteigen. Bis Oktober 2011, als die Autobahn-Nordwestumgehung von Breslau eröffnet wurde, führte die Nationalstraße Nr. 8 über die Brücke, seitdem die Nationalstraße Nr. 98 (eine Ausweichstrecke). Obgleich ein Teil der Nationalstraße, wird die Brücke von der Stadt Breslau verwaltet, die die Straßenbaulast in ihrem Stadtgebiet übernommen hat.
Die Brücke hat eine Spannweite von 126,6 m. Damit war sie seinerzeit die größte Hänge- bzw. Kettenbrücke Deutschlands. Sie wurde ursprünglich als Hängebrücke bezeichnet, da es in Deutschland fast keine Drahtseil-Hängebrücken und nur wenige Kettenbrücken gab und man meist unterschiedslos von Hängebrücken sprach. Diese Bezeichnung wird bis heute beibehalten, obwohl sie eher als Kettenbrücke einzuordnen wäre.

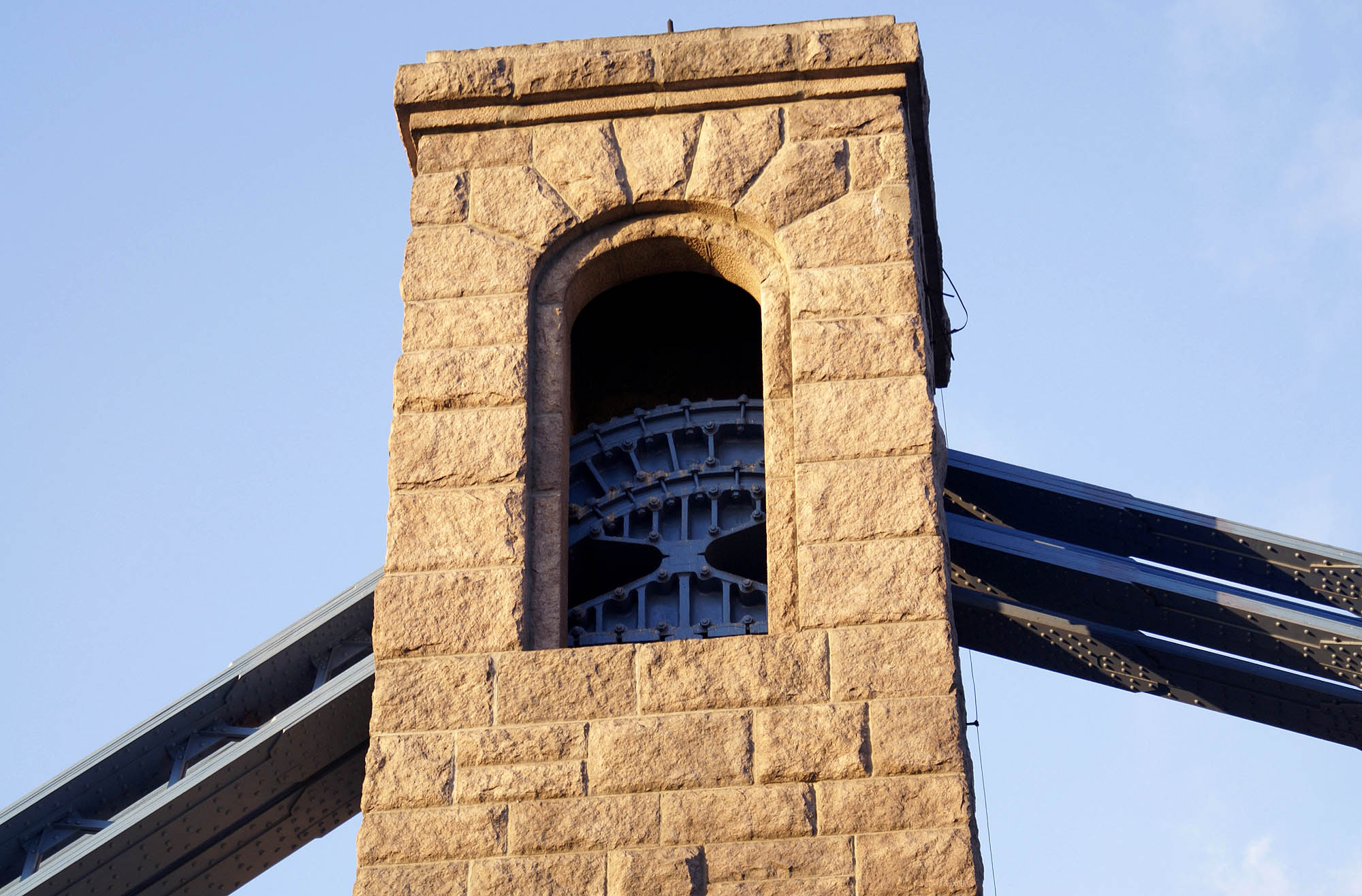
Lagerkonstruktion in einem Pylonturm

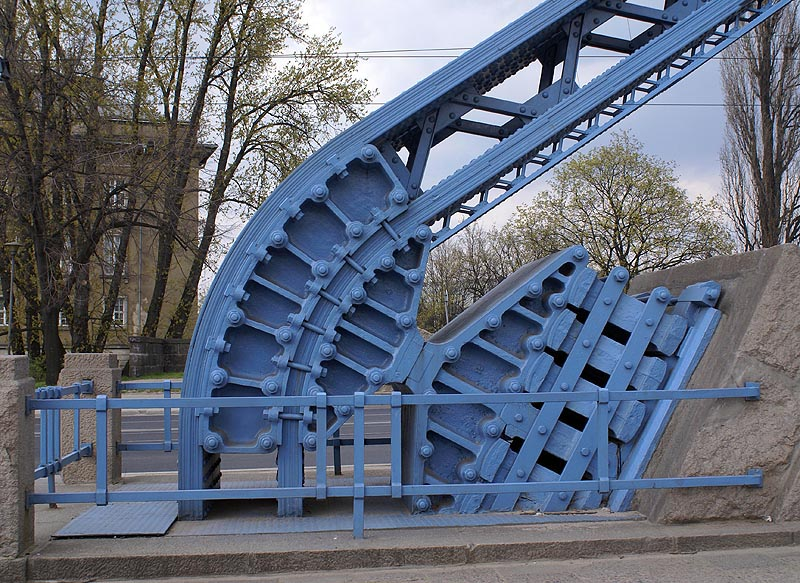
Sattelkonstruktion zur Verankerung der Zugbänder

Sie unterscheidet sich jedoch von einer Kettenbrücke – und ist inwoweit wohl einzigartig – dadurch, dass sie keine Ketten aus Augenstäben hat, sondern auf beiden Seiten je vier breite Zugbänder (je zwei neben- und übereinander) als Tragketten dienen. Diese Zugbänder bestehen wiederum aus mehreren Lagen miteinander vernieteter Stahlbänder. Die Zugbänder stellten sich damals nach längeren Überlegungen und am Modell durchgeführten Untersuchungen als die günstigste Lösung heraus. In den Spitzen der Pylontürme sorgen große stählerne Lagerkonstruktionen mit gerundeten Sätteln für die Umlenkung der Bänder von der aufsteigenden- in die absteigende Richtung. Die Zugbänder werden, auch insoweit anders als üblich, nicht schräg in die Ankerblöcke geführt und befestigt, sondern knapp über dem Boden mit großen stählernen Sattelkonstruktionen in die Vertikale umgeleitet und dann senkrecht in den Ankerblöcken befestigt.
Der Abstand der oberen von den unteren Zugbändern wird durch besondere Befestigungskonstruktionen der beidseits je 24 Hänger reguliert, die die unterschiedliche Längenausdehnung der in der Sonne bzw. im Schatten der darüber liegenden Bänder ausgleichen. Bei den Zugbändern, die von den auf den Ufern stehenden Pylonen zu den Ankerblöcken führen, dienen kleine Fachwerkverbindungen als Abstandshalter und Schwingungsdämpfer. Die Hänger bestehen ebenfalls aus genieteten Stahlprofilen und nicht lediglich aus runden Stangen.
Die Pylone sind als große Portale im wilhelminischen Stil ausgebildet. Ihre aus Klinkermauerwerk bestehenden und mit Granitquadern verkleideten Türme stehen auf Betonfundamenten und sind durch steinerne Bögen verbunden. Sie enden heute mit der Einhausung der Lager für die Zugbänder auf einer Höhe von 19,5 m. Ursprünglich trugen sie gemauerte Helme und waren 25,5 m hoch, die Helme wurden nach dem Krieg jedoch nicht wieder erneuert. Auf den Pfeilerschäften ist ein vom Jugendstil beeinflusstes steinernes Relief mit dem Breslauer Stadtwappen angebracht. Das Relief mit dem Reichsadler am anderen Turm wurde nach dem Krieg entfernt. Die Verbindungsbögen trugen ursprünglich den Namen der Brücke sowie eine stilisierte Kaiserkrone auf der einen und das Hohenzollernwappen auf der anderen Seite. Beides wurde samt dem angedeuteten Dach des Bogens entfernt. Die Portale vermitteln dadurch heute einen nüchternen und seltsam gedrungenen Eindruck.
Der Achsabstand zwischen den Pylontürmen und den seitlichen Verankerungen beträgt 23,45 m. Im Boden ist auf beiden Ufern jeweils ein Ankerblock aus Stahlbeton für beide Zugbänder eingebaut. Jeder Block ist 29,1 m breit, 13,2 m lang und reicht 10,85 m tief in den Untergrund. Sie stützen sich im Boden auf der einen Seite an den Fundamenten der Pylone ab, auf der anderen Seite reichen sie noch 6,5 m über die Achse der Verankerungen hinweg. Die Ankerblöcke haben eine Masse von jeweils 135 t, da sie jedoch teilweise im Grundwasser stehen, wird diese Masse nicht voll wirksam.
Die gesamte Länge des Bauwerks beträgt somit 186,5 m. Die lichte Weite zwischen den Pylontürmen beträgt 112,5 m, als lichte Höhe wurden 3,98 m über dem höchsten schiffbaren Wasserstand verlangt.
Die Hänger tragen die 1,8 m hohen und im Abstand von 4,75 m angeordneten Querträger, die mit den Längs- und Zwischenquerträgern verbunden sind, sowie die beiden zwischen den Hängern angeordneten Versteifungsträger.
Die Versteifungsträger sind Fachwerkträger mit nahezu parallelen Gurten, die der leichten, nach oben gebogenen Parabel folgen, die die Fahrbahn beschreibt.
Die Brücke ist insgesamt 20 m breit, wobei die Versteifungsträger einen Achsabstand von 18,9 m haben. Ursprünglich war die Fahrbahn 11 m und die beiden Gehwege je 3,5 m breit. Bei einer Modernisierung nach dem Krieg wurden die Gehwege zugunsten einer vierspurigen Straße schmäler gemacht.
Durch runde Öffnungen in den Querträgern wurden schmiedeeiserne Gas- und Wasserrohre geführt, die inzwischen mit modernem Material erneuert wurden. Unter den Fußwegen wurden verschiedene Rohre für die Kabel der Reichspost, der Feuerwehr und der Stromversorgung eingehängt. Unter der Brücke ist ein fahrbares Gerüst zur Besichtigung und Wartung der Unterseite eingehängt.
Der Bauablauf war ebenso ungewöhnlich wie die Konstruktion der Brücke. Bei einer Hängebrücke werden üblicherweise zunächst die Pylone gebaut, anschließend die Tragseile und die Hänger installiert und danach das Brückendeck samt Versteifungsträgern abschnittsweise eingehängt. Bei der Kaiserbrücke wurden zunächst die Fundamente der Pylontürme und die Ankerblöcke gebaut. Während man die Gerüste für die Türme aufstellte, wurden an beiden Ufern je eine Hälfte der Versteifungsträger montiert, und zwar in einem seitlichen Abstand von nur 4,8 m, damit sie durch das Pylongerüst passten. Mit der Unterstützung durch zwei im Fluss gebaute, provisorische Pfeiler wurden die Hälften dann eingeschoben und vernietet. Über dem Fluss wurden sie in ihre endgültige Position auseinandergezogen und die mit dem Schiff antransportierten, komplett vorgefertigten Querträger eingebaut. Nachdem parallel dazu die Pylontürme fertiggestellt waren, wurden auf eigens dazu eingerichteten Gerüsten die Zugbänder und die Hängestangen eingebaut und schließlich mit den Querträgern und den Versteifungsträgern verbunden.